# Habitat (cheval)
Habitat (1966-1987) est un cheval de course pur-sang anglais devenu un étalon influent.

## Carrière de courses
Élevé aux États-Unis, acquis pour $ 105 000 aux ventes de yearlings de Keeneland, Habitat débute à 3 ans directement dans une préparatoire au Derby, ce qui situe l'estime que lui porte son entourage. Mais le poulain se manque complètement, ce qui enterre ses espoirs classiques. Visant plutôt le mile, il ne tarde pas à se rattraper et, après avoir brillamment ouvert son palmarès dans une bonne course à Haydock, il s'aligne au départ des Lockinge Stakes et s'impose face à quelques cadors confirmés. De retour face à ses contemporains, il est battu dans les St. James's Palace Stakespar Right Track, le vainqueur des Guinées. Il traverse la Manche ensuite pour s'offrir le Prix Quincey à Deauville, revient au pays pour remporter le Wills Mile (l'actuel Celebration Mile) puis achève sa carrière en apothéose à Paris avec un net succès dans le Prix du Moulin de Longchamp, confirmant ainsi qu'il était bien le meilleur miler de l'année. Dans la foulée, il est acquis pour £ 400 000 par un syndicat d'éleveurs et retiré au haras. Sa carrière aura été brève, mais son excellent rating Timeform, 134, donne une idée de l'impression qu'il laissa en piste.

### Résumé de carrière
| Date        | Hippodrome  | Pays        | Course                      | Distance    | Jockey         | Place       | Écart       | Vainqueur ou deuxième |
| 1969, 3 ans | 1969, 3 ans | 1969, 3 ans | 1969, 3 ans                 | 1969, 3 ans | 1969, 3 ans    | 1969, 3 ans | 1969, 3 ans | 1969, 3 ans           |
| ----------- | ----------- | ----------- | --------------------------- | ----------- | -------------- | ----------- | ----------- | --------------------- |
| 26 avril    | Sandown     | Royaume-Uni | Royal Stakes                | 2 000 m     | J. Lindley     | 0 / 12      | -           | Shoemaker             |
| 12 mai      | Windsor     | Royaume-Uni | Robert Wilmot Plate         | 2 000 m     | Lester Piggott | 2e / 20     | tête        | Absolved              |
| 23 mai      | Haydock     | Royaume-Uni | Willows Plate               | 1 600 m     | Lester Piggott | 1er / 15    | 5           | Soldier's Dream       |
| 31 mai      | Newbury     | Royaume-Uni | Lockinge Stakes             | 1 600 m     | Ron Hutchinson | 1er / 6     | 1 ½         | Jimmy Reppin          |
| 17 juin     | Ascot       | Royaume-Uni | St. James's Palace Stakes   | 1 600 m     | Lester Piggott | 2e / 4      | 1/2         | Right Tack            |
| 24 août     | Deauville   | France      | Prix Quincey                | 1 600 m     | Lester Piggott | 1er / 12    | 1 ½         | Mige                  |
| 30 août     | Goodwood    | Royaume-Uni | Wills Mile                  | 1 600 m     | Lester Piggott | 1er / 6     | 1/2         | Lucyrowe              |
| 5 octobre   | Longchamp   | France      | Prix du Moulin de Longchamp | 1 600 m     | Lester Piggott | 1er / 12    | 2           | Boysie Boy            |

## Au haras
Installé au haras irlandais de Grangewilliam Stud, Habitat devint un étalon très performant, notamment dans le registre de la vitesse (entre 1978 et 1983, quatre de ses produits ont inscrit leur nom au palmarès du Prix de l'Abbaye de Longchamp, notamment les deux championnes Marwell et Habibti), même s'il sut donner des produits performant jusqu'au mile, voire un peu plus. 
Parmi ses meilleurs produits, citons (avec entre parenthèses le père de mère) : 
- Marwell (Tudor Melody) : Cheveley Park Stakes, King's Stand Stakes, July Cup, Prix de l'Abbaye de Longchamp.
- Habibti (Klairon) : Moyglare Stud Stakes, July Cup, Sprint Championship, Haydock Sprint Cup, Prix de l'Abbaye de Longchamp, King's Stand Stakes.
- Flying Water (Ribot) : 1000 Guineas, Champion Stakes, Prix Jacques Le Marois
- Steinlen (Jim French) : Breeders' Cup Mile, Arlington Million, Bernard Baruch Handicap, Hollywood Turf Handicap, cheval de l'année sur le gazon aux États-Unis
- Distant Relative (Claude) : Sussex Stakes, Prix du Moulin de Longchamp
- Rose Bowl (Misti) : Champion Stakes, Queen Elizabeth II Stakes
- Double Form (Crocket) : King's Stand Stakes, Prix de l'Abbaye de Longchamp
- Sigy (Primera) : Prix de l'Abbaye de Longchamp
- Habitony (Gallant Man) : Santa Anita Derby

L'influence de Habitat s'est aussi, voire essentiellement, puisque ses fils ont peu réussi au haras, exercée en tant que père de mère, lui qui fut sacré tête de liste des pères de mères en Angleterre et en Irlande en 1987, 1994 et 1996. L'une de ses meilleures filles, Marwell, a donné la championne Marling (par Lomond), mais aussi Caerwent (par Caerleon), vainqueur des Irish National Stakes et Littlefeather (par Indian Ridge), troisième des Moyglare Stud Stakes. Brocade, qui remporta un Prix de la Forêt, est la mère de Barathea (par Sadler's Wells), cheval de l'année en Europe en 1994 et bon étalon, ainsi que de Gossamer (par Sadler's Wells également), lauréate des Irish 1000 Guineas et du Fillies' Mile. Il est également le père de mère du champion Reference Point (par Mill Reef), de Grand Lodge (par Chief's Crown, vainqueur des Dewhurst Stakes et des St. James's Palace Stakes), du Derby-winner Shaamit (par Mtoto), de One So Wonderful (par Nashwan, lauréate des International Stakes et des Sun Chariot Stakes) ou encore les classiques King of Kings (par Sadler's Wells, lauréat des 2000 Guinées) et Las Meninas (par Glenstal, gagnante des 1000 Guineas). Enfin l'une des ses filles, Pétroleuse, est la deuxième mère du crack Peintre Célèbre. 

## Origines
Habitat est un fils de l'Américain Sir Gaylord, le frère de Secretariat, qui était favori du Kentucky Derby en 1962 lorsqu'il se blessa quatre jours avant l'épreuve. Sir Gaylord est devenu un bon étalon, aux États-Unis puis en France, et donna notamment Sir Ivor, un an avant habitat. La mère de ce dernier, Little Hut, courut pas moins de 55 fois, pour cinq victoires à un faible niveau. Mais son nom est resté dans l'élevage puisque, outre Habitat, elle a donné aussi Northfields (par Northern Dancer), vainqueur du Louisiana Derby et honorable étalon, en Europe et en Afrique du Sud. La deuxième mère, Savage Beauty, était une bonne jument qui avait eu l'honneur de croiser la route du légendaire Seabiscuit, qui la devança dans le Havre de Grace Handicap en 1938. 

### Pedigree
| Origines de Habitat (USA), mâle bai né en 1966 | Origines de Habitat (USA), mâle bai né en 1966 | Origines de Habitat (USA), mâle bai né en 1966 | Origines de Habitat (USA), mâle bai né en 1966 |
| ---------------------------------------------- | ---------------------------------------------- | ---------------------------------------------- | ---------------------------------------------- |
| Père Sir Gaylord                               | Turn-To                                        | Royal Charger                                  | Nearco                                         |
| Père Sir Gaylord                               | Turn-To                                        | Royal Charger                                  | Sun Princess                                   |
| Père Sir Gaylord                               | Turn-To                                        | Source Sucree                                  | Admiral Drake                                  |
| Père Sir Gaylord                               | Turn-To                                        | Source Sucree                                  | Lavendula                                      |
| Père Sir Gaylord                               | Somethingroyal                                 | Princequillo                                   | Prince Rose                                    |
| Père Sir Gaylord                               | Somethingroyal                                 | Princequillo                                   | Cosquilla                                      |
| Père Sir Gaylord                               | Somethingroyal                                 | Imperatrice                                    | Caruso                                         |
| Père Sir Gaylord                               | Somethingroyal                                 | Imperatrice                                    | Cinqpace                                       |
| Mère Little Hut                                | Occupy                                         | Bull Dog                                       | Teddy                                          |
| Mère Little Hut                                | Occupy                                         | Bull Dog                                       | Plucky Liege                                   |
| Mère Little Hut                                | Occupy                                         | Miss Bunting                                   | Bunting                                        |
| Mère Little Hut                                | Occupy                                         | Miss Bunting                                   | Mirthful                                       |
| Mère Little Hut                                | Savage Beauty                                  | Challenger                                     | Swynford                                       |
| Mère Little Hut                                | Savage Beauty                                  | Challenger                                     | Sword Play                                     |
| Mère Little Hut                                | Savage Beauty                                  | Khara                                          | Kai-Sang                                       |
| Mère Little Hut                                | Savage Beauty                                  | Khara                                          | Decree (famille 4-r)                           |